# Statistiche e record del Novara Football Club
Qui di seguito sono riportati i record e le statistiche del Novara Football Club, squadra di calcio con sede a Novara (Italia).

## Statistiche di squadra
- Il Novara è al 33º posto su 63 squadre nella Classifica perpetua della Serie A dal 1929.

### Partecipazione ai campionati
| Livello | Categoria                | Partecipazioni | Debutto   | Ultima stagione | Totale |
| ------- | ------------------------ | -------------- | --------- | --------------- | ------ |
| 1º      | Prima Categoria          | 5              | 1912-1913 | 1920-1921       | 25     |
| 1º      | Prima Divisione          | 5              | 1921-1922 | 1925-1926       | 25     |
| 1º      | Divisione Nazionale      | 2              | 1927-1928 | 1928-1929       | 25     |
| 1º      | Serie A                  | 13             | 1936-1937 | 2011-2012       | 25     |
| 2º      | Prima Divisione          | 1              | 1926-1927 | 1926-1927       | 36     |
| 2º      | Serie B-C Alta Italia    | 1              | 1945-1946 | 1945-1946       | 36     |
| 2º      | Serie B                  | 34             | 1929-1930 | 2017-2018       | 36     |
| 3º      | Serie C                  | 10             | 1962-1963 | 2022-2023       | 22     |
| 3º      | Serie C1                 | 9              | 1978-1979 | 2007-2008       | 22     |
| 3º      | Lega Pro Prima Divisione | 2              | 2008-2009 | 2009-2010       | 22     |
| 3º      | Lega Pro                 | 1              | 2014-2015 | 2014-2015       | 22     |
| 4º      | Serie C2                 | 21             | 1981-1982 | 2002-2003       | 22     |
| 4º      | Serie D                  | 1              | 2021-2022 | 2021-2022       | 22     |

### Riconoscimenti
- Premio “Sportivo Piemontese dell'anno” 2010 - USSI Subalpina
- Coppa Disciplina - Campionato di serie B 2013-14

## Statistiche individuali

### Capocannonieri per singola stagione
In competizioni nazionali
- Capocannoniere della Serie B: 3

Marco Romano (1934/35) : 30 reti
Otello Torri (1937/38) : 25 reti
Fabio Enzo (1972/73) : 15 reti
- Capocannoniere della Coppa Italia: 1

Egidio Fumagalli (1961/62) : 3 reti
Fonte:

(EN) Giocatori: Capocannonieri della Serie B, su rsssf.com, Record Sport Soccer Statistics Foundation. URL consultato il 4 gennaio 2009.

(EN) Giocatori: Capocannonieri della Coppa Italia, su rsssf.com, Record Sport Soccer Statistics Foundation. URL consultato il 4 gennaio 2009.

- Capocannoniere del Torneo Benefico Lombardo

Silvio Piola (1944/45) : 20 reti
- Altri piazzamenti nelle classifiche dei marcatori
- 3º classificato in Serie B

Paolo Mentani (1958/59) : 15 reti
Paolo Mentani (1959/60) : 13 reti
- 2º classificato in Serie C2

Fabio Scienza (1983/84) : 14 reti
Mirco Balacich (1986/87) : 11 reti
- 3º classificato in Serie C

Enrico Bramati (1964/65) : 16 reti
Enrico Bramati (1969/70) : 10 reti
Franco Carrera (1969/70) : 10 reti
Sergio Vriz (1977/78) : 16 reti
Severino Zanotti (1981/82) : 15 reti
Giuseppe Folli (1992/93) : 13 reti

### Riconoscimenti a calciatori
- Trofeo Luciano Marmo : 1

Mariano Riva: (1972/73)

### Riconoscimenti ad allenatori
- Seminatore d'Oro della Serie C: 1*

Carlo Parola: 1970
(*) Trofeo istituito dalla Federazione Italiana Giuoco Calcio dal 1955 al 1990 al miglior allenatore del calcio italiano.

### Onorificenze
Qui di seguito sono riportate le onorificenze conferite dall'UEFA e dalla FIFA alla carriera dei calciatori (lista, in ordine alfabetico, dei calciatori che hanno militato, almeno durante una stagione, nel Novara Football Club):
- Calciatori del XX secolo IFFHS ****:
  - Giocatori:
    - A livello europeo[1]:

1. Silvio Piola

## Statistiche individuali

### Lista dei capitani
| Calciatore          | Ruolo | Stagioni al club                            | Stagioni da capitano      | Presenze | Reti |
| ------------------- | ----- | ------------------------------------------- | ------------------------- | -------- | ---- |
| …                   |       |                                             |                           |          |      |
| Silvio Piola        | A     | 1947-1954                                   | 1947-1954 (7)             | 185      | 86   |
| Ambrogio Baira      | C     | 1941-1944 e 1945-1962                       | 1954-1956 e 1958-1962 (6) | 496      | 21   |
| Gino Cappello       | A     | 1956-1958                                   | 1956-1958 (2)             | 22       | 5    |
| Stefano Bernini     | C     | 1962-1963                                   | 1962-1963 (1)             | 18       | 2    |
| Giovanni Sanna      | C     | 1960-1965                                   | 1963-1964 (1)             | ?        | ?    |
| Angelo Pereni       | A     | 1963-1966                                   | 1964-1966 (2)             | 94       | 7    |
| …                   |       |                                             |                           |          |      |
| Bruno Canto         | D/A   | 1959-1962, 1963-1967 e 1968-1971            | 1968-1971 (1)             | 205      | 10   |
| Franco Carrera      | C     | 1969-1975                                   | 1971-1975 (4)             | 194      | 20   |
| Alberto Vivian      | D     | 1969-1977                                   | 1975-1976 (1)             | 243      | 24   |
| Antonio Veschetti   | D     | 1969-1980 e 1981-1982                       | 1976-1980 e 1981-1982 (5) | 320      | 7    |
| Moreno Grilli       | D     | 1980-1981                                   | 1980-1981 (1)             | 33       | 5    |
| Venerio Pari        | D     | 1980-1984                                   | 1982-1984 (2)             | ?        | ?    |
| Stefano Serami      | D     | 1978-1980 e 1982-1986                       | 1984-1986 (2)             | 141      | 7    |
| Mirco Balacich      | C     | 1984-1988                                   | 1986-1987 (2)             | ?        | ?    |
| Alberto Marchetti   | C     | 1975-1976 e 1987-1990                       | 1987-1990 (3)             | 121      | 21   |
| Moreno Farsoni      | D     | 1989-1992                                   | 1990-1992 (2)             | 139      | 6    |
| Giuseppe Folli      | A     | 1991-1994                                   | 1992-1994 (2)             | 75       | 17   |
| Ugo Armanetti       | D     | 1990-1995                                   | 1994-1995 (1)             | 143      | 29   |
| Giuseppe Casabianca | D     | 1994-1997                                   | 1995-1997 (2)             | 92       | 3    |
| Gianmario Consonni  | C     | 1997-1999                                   | 1997-1999 (2)             | 35       | 4    |
| Stefano Preti       | C     | 1998-2000                                   | 1999 (1)                  | 61       | 9    |
| Riccardo Bracaloni  | C     | 1998-2000                                   | 1999 (1)                  | 45       | 5    |
| Giuseppe Minaudo    | C     | 1999-2000                                   | 1999-2000 (1)             | 28       | 0    |
| Giacomo Gattuso     | D     | 1999-2001                                   | 2000-2001 (1)             | 47       | 0    |
| Massimiliano Brizzi | C     | 2000-2009                                   | 2001-2002 (1)             | 231      | 15   |
| Filippo Dal Moro    | C     | 2001-2004                                   | 2002-2004 (3)             | 65       | 4    |
| Aldo Monza          | C     | 2002-2005                                   | 2004-2005 (1)             | 93       | 2    |
| Edoardo Braiati     | C     | 2000-2006                                   | 2005-2006 (1)             | 165      | 10   |
| Sandro Ciuffetelli  | D     | 2001-2008                                   | 2006-2008 (2)             | 192      | 15   |
| Raffaele Rubino     | A     | 2001-2002, 2004-2005, 2005-2006 e 2007-2014 | 2008-2014 (6)             | 263      | 87   |
| Carlalberto Ludi    | D     | 2006-2016                                   | 2014-2016 (2)             | 199      | 4    |
| David Da Costa      | P     | 2015-2017                                   | 2016-2017 (1)             | 73       | -69  |
| Federico Casarini   | C     | 2015-2018                                   | 2017-2018 (1)             | 99       | 4    |
| Marco Chiosa        | D     | 2017-2019                                   | 2018-2019 (1)             | 61       | 1    |
| Daniele Cacia       | A     | 2019-                                       | 2018- (1)                 | 30       | 11   |

### Record di presenze e di reti
| Presenze in campionato - 516 Giovanni Udovicich (1958-1976) - 496 Ambrogio Baira (1941-1943, 1945-1962) - 352 Fausto Lena (1953-1954, 1955-1970) - 342 Remo Versaldi (1929-1943, 1945-1947) - 340 Edoardo Galimberti (1935-1942, 1945-1951) - 336 Edmondo Mornese (1929-1941) - 320 Antonio Veschetti (1969-1980, 1981-1982) - 296 Luigi Giannini (1961-1964, 1966-1967, 1968-1979) - 295 Silvio Feccia (1949-1960) - 279 Ivano Corghi (1948-1959) | Presenze in Serie A - 231 Ambrogio Baira (1948-1956) - 223 Ivano Corghi (1948-1956) - 219 Umberto Renica (1948-1956) - 211 Rino De Togni (1949-1956) - 179 Silvio Feccia (1949-1956) - 176 Piero Pombia (1948-1956) - 156 Edoardo Galimberti (1936-1937, 1938-1941, 1948-1951) - 155 Silvio Piola (1948-1954) - 131 Lanfranco Alberico (1948-1953) - 123 Luigi Molina (1948-1956) | Presenze in Serie B - 383 Giovanni Udovicich (1958-1962, 1965-1968, 1970-1976) - 258 Ambrogio Baira (1941-1943, 1946-1948, 1956-1962) - 251 Remo Versaldi (1929-1936, 1937-1938, 1941-1943, 1946-1947) - 248 Fausto Lena (1956-1962, 1965-1968) - 229 Edmondo Mornese (1929-1936, 1937-1938) - 213 Antonio Veschetti (1970-1977) - 204 Alberto Vivian (1970-1977) - 201 Luigi Giannini (1961-1962, 1966-1967, 1970-1977) - 196 Teresio Bercellino (1929-1936, 1937-1938) - 176 Ezio Rizzotti (1930-1936, 1937-1938) |

### Record di marcature
| Reti in campionato - 94 Marco Romano (1934-1941) - 87 Raffaele Rubino (2001-2002, 2004-2005, 2005-2006, 2007-2014) - 86 Silvio Piola (1947-1954) - 73 Ezio Rizzotti (1930-1938) - 72 Remo Versaldi (1929-1943, 1945-1947) - 68 Pablo Andrés González (2009-2011, 2012-2016, 2018-) - 60 Paolo Mentani (1958-1964) - 59 Otello Torri (1935-1942) - 53 Enrico Bramati (1960-1961, 1962-1970) - 47 Fabio Scienza (1982-1985, 1986-1988) | Reti in Coppa Italia - 6 Pablo Andrés González (2009-2011, 2012-2016) - 5 Marco Romano (1935-1941) - 4 Pier Luigi Gabetto (1970-1971) 4 Raffaele Rubino (2008-2014) - 3 Renato Calzolai (1939-1942) 3 Egidio Fumagalli (1961-1962) 3 Alfredo Marchionneschi (1938-1939) 3 Piero Mariani (1935-1940) 3 Riccardo Meggiorini (2011-2012) 3 Otello Torri (1935-1942) |

| Reti in Serie A - 70 Silvio Piola (1948-1954) - 36 Umberto Renica (1948-1956) - 26 Otello Torri (1936-1937, 1938-1941) - 23 Dionisio Arce (1953-1956) 23 Marco Romano (1936-1937, 1938-1941) - 22 Andrea Marzani (1953-1956) - 21 Marco Savioni (1952-1954, 1955-1956) - 20 Lanfranco Alberico (1948-1953) 20 Pietro Ferraris (1948-1950) - 19 Ludwig Janda (1951-1954) | Reti in Serie B - 71 Marco Romano (1934-1936, 1937-1938) - 62 Ezio Rizzotti (1930-1936, 1937-1938) - 61 Remo Versaldi (1929-1936, 1937-1938, 1941-1943, 1946-1947) - 55 Paolo Mentani (1958-1962) - 45 Pablo Andrés González (2010-2011, 2012-2014, 2015-2016) - 35 Augusto Ravetta (1929-1935) - 33 Otello Torri (1935-1936, 1937-1938, 1941-1942) - 32 Angelo Galli (1929-1932, 1934-1936, 1937-1938) - 30 Adriano Manzino (1956-1961) - 28 Piero Pombia (1942-1943, 1946-1948, 1956-1958) |